# Fontana della Maruzza
La fontana della Maruzza è una fontana di Napoli sita nei giardinetti della chiesa di Santa Maria di Portosalvo.

## Storia

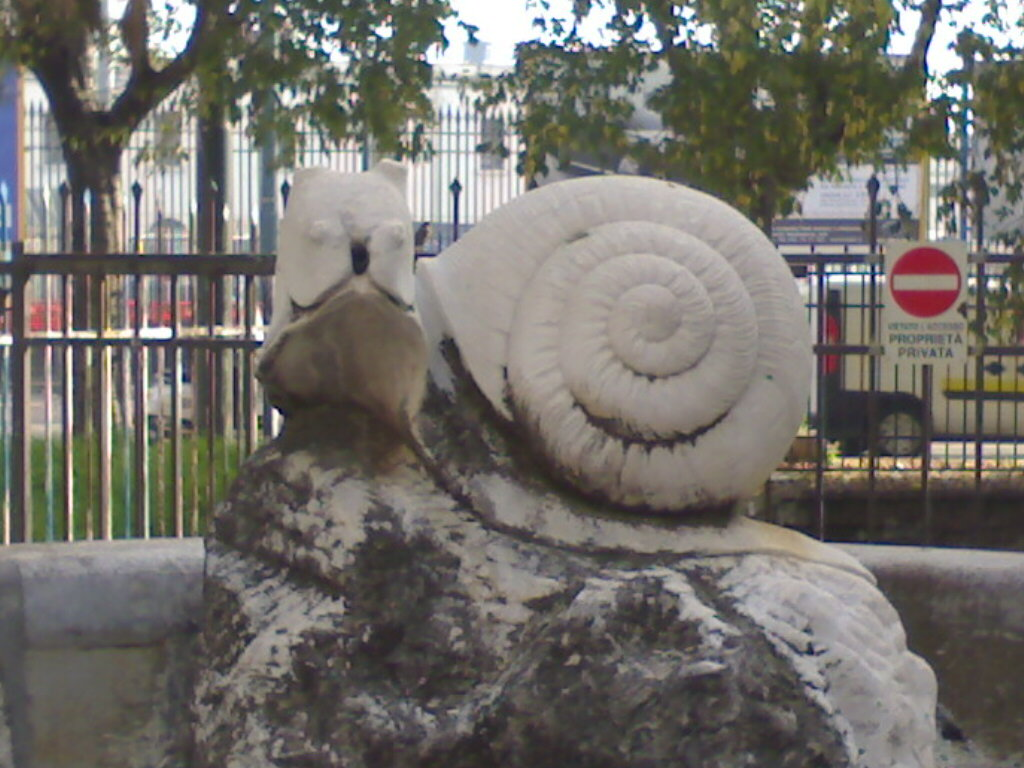
Particolare della "maruzza", ovvero lumaca

La struttura in oggetto, secondo quanto ci riferisce Carlo Celano, venne costruita in concomitanza alla chiesa; entrambe furono volute per volontà della corporazione dei marinai, le cui donne avevano ancora la particolarità di vestirsi "alla greca".
La fontana è denominata della "maruzza", perché il suo centro è caratterizzato da una scultura che raffigura una lumaca dal quale sgorgava l'acqua che ricadeva poi nella vasca sottostante. La struttura, come del resto anche molte altre fontane napoletane, fu traslocata in altre zone, per poi ritornare nel suo luogo d'origine.
La fontana e la vicina chiesa, nel periodo del Risanamento, furono fortunatamente salvate dalle tremende distruzioni che interessarono la zona. Il luogo godeva di una cattiva fama (all'epoca denominato mandracchio), ed era considerato sinonimo di "luogo malfamato e sporco" che, soprattutto nella Napoli di fine Ottocento e inizio Novecento, avrebbe potuto significare potenziali abbattimenti. Si suppone che nella zona sbarcassero le mandrie destinate al macello o che il nome abbia un'origine orientale.
È stata restaurata grazie all'iniziativa "Monumentando", promossa dal Comune di Napoli, e restituita ai napoletani nel gennaio del 2016, dopo un accurato restauro durato poco più di 3 mesi.